# Королева Юга (роман)
«Королева Юга» (исп. La Reina del Sur) — роман испанского писателя Артуро Переса-Реверте. Книга была опубликована в 2002 году и посвящена истории жизни мексиканской женщины по имени Тереза Мендоса, родившейся в городе Кульякан (штат Синалоа) и ставшей одной из заметных фигур международной сети незаконной торговли наркотиками. В романе рассказывается о жизни Терезы в Мексике, ей после смерти парня приходится бежать в Испанию, где она постепенно превращается в руководителя синдиката наркоторговцев на юге Испании. Отсюда и произошло название романа — Королева Юга.

## Сюжет
Главной героиней книги является Тереза Мендоса — уроженка штата Синалоа, который известен в Мексике как один из центров незаконной наркоторговли. Парень Терезы — Блондин Давила, будучи одним из членов криминальной группы, подрабатывает в качестве пилота небольшого самолёта, используемого для транспортировки наркотиков. В результате внутренних разборок Давила становится жертвой наёмного убийцы. Заказчики убийства собираются также убить и саму Терезу, но Давила предупреждал её о возможном исходе дела. Она в спешке убегает из дома и скрывается в потайном домике. Там она находит секретный блокнот, который часто упоминал Давила. Он советовал для спасения её жизни не читать блокнот и взамен на жизнь отдать его Эпифанио Варгасу. Тереза собирается это сделать, но неожиданно в домик врываются два бандита, которым был дан приказ ликвидировать Терезу. Это Кот Фьеррос и Поте Гальвес (Крапчатый). Кот Фьеррос насилует её, что оттягивает время её убийства. Это даёт ей возможность дотянуться до припрятанного в её сумке пистолета, ранить обоих бандитов и скрыться.
Эпифанио Варгас, всегда относившийся к Терезе с симпатией, во время встречи с ней советует ей бежать в Испанию и обещает помочь с контактами. С его помощью Тереза начинает новую жизнь в испанской колонии Мелилья на территории Марокко, устроившись официанткой в ночном заведении. Там она встречает парня по имени Сантьяго, который оказывается замешанным в местной наркоторговле. У него есть лодка, которую он использует для транспортировки наркотиков. Тереза начинает выходить с ним в море и постепенно вовлекается в мир организованной преступности. Преступная группировка, членом которой она становится, специализируется на транспортировке наркотиков из Марокко в Испанию. Во время одной из стычек с береговой охраной, Сантьяго погибает, а Тереза попадает в руки правосудия и оказывается в тюрьме. Там она знакомится с девушкой по имени Патриция, с которой у неё постепенно начинается любовный роман. Тереза узнаёт, что несколько лет тому назад бойфренд Патриции был убит русской мафией, после того, как он скрыл от русских полтонны кокаина, который принадлежал им. Когда Тереза и Патриция выходят из тюрьмы, у них появляется идея найти припрятанный груз с кокаином и перепродать его русской мафии, предложив русским, в обмен на свою безопасность, доступ к средствам морской доставки. Так Тереза знакомится с Олегом Языковым — главарём местных русских контрабандистов, связанных с солнцевской группировкой. Патриция знакомит Терезу с юристом по имени Тео Альхарафе, который помогает им легитимизировать некоторые аспекты её наркобизнеса, в дальнейшем у них завязываются близкие отношения. Между Терезой и Олегом устанавливаются партнёрские и даже дружеские отношения. Тереза начинает проводить большую часть своего времени в испанском городе Малага и южных регионах Испании. Она становится руководительницей одной из криминальных группировок на юге Испании и начинает активно участвовать в наркобизнесе.
Вскоре Тереза замечает, что за ней следят двое мужчин. Она без труда узнаёт в них бандитов, которые пытались убить её в потайном домике до её побега в Испанию. Она говорит об этом Языкову. Через несколько дней, русские контрабандисты ловят убийц и жестоко допрашивают их в подвале. Затем захваченных бандитов показывают Тересе. Она решает, что Кот Фьеррос должен быть убит, и Поте Гальвес может остаться в живых. В благодарность за это Крапчатый предлагает Терезе свои услуги в качестве телохранителя. Постепенно он становится её другом и единственной ниточкой, связывающей её с мексиканской родиной.
Тем временем Патриция начинает злоупотреблять алкоголем и наркотиками, и, в конечном счете, кончает жизнь самоубийством.
Во время очередного плавания торгового корабля, принадлежащего её организации, полиция совершает неожиданный рейд на судно. Тереза начинает догадываться, что в её организации есть доносчик. В одном из разговоров с ней, Олег Языков намекает, что им является Тео Альхарафе. Было бы логичным ликвидировать Тео Альхарафе, но Тереза с ужасом узнаёт, что беременна и что Тео является отцом её ребенка.
Между тем, один из чиновников мексиканского посольства в Мадриде просит встречи с Терезой. Во время встречи присутствует американец по имени Вилли — представитель Агентства по борьбе с наркотиками. Вилли открывает ей потрясающий секрет: оказывается, её покойный парень и самая большая любовь её жизни Раймундо Давила был убит по приказу Эпифанио Варгаса, к которому она привыкла относиться с большим доверием. Именно по его приказу двое бандитов пытались её убить, после чего она бежала в Испанию. И вот теперь Эпифанио Варгас живёт припеваючи в Мексике и даже готовится стать сенатором от штата Синалоа. Тереза решает вернуться в Мексику, чтобы дать показания и свести счёты.

## Экранизации
- 2011 — «Королева Юга» (La Reina del Sur)
- 2016 — «Королева Юга» (Queen of the South). США